# 1987-es Formula–1 magyar nagydíj
A magyar nagydíj volt az 1987-es Formula–1 világbajnokság kilencedik futama, amelyet 1987. augusztus 9-én rendeztek meg a Hungaroringen.
Kesjár Csaba az 1987-es Magyar Nagydíj hétvégéjén tesztelhette a Zakspeed csapat autóját, így ő lett az első magyar, aki F1-es autót vezetett.

## Futam
A verseny hétvégéjén Ayrton Senna közölte csapatával, a Lotusszal, hogy a következő évtől nem marad náluk, és a McLarenhez igazol, Alain Prost mellé. A Lotusnál gyorsan léptek, és leszerződtették Nelson Piquet-t. Az időmérőn a williamses Nigel Mansellé lett az első rajtkocka, Gerhard Berger a második lett a Ferrarival, Piquet a harmadik, Prost a negyedik, míg a másik ferraris, Michele Alboreto az ötödik helyet szerezte meg.
A rajtot követően Mansell az élen maradt, Berger viszont nem startolt jól, így Piquet elment az osztrák mellett, aki azonban az első kanyarban, a külső íven visszavette pozícióját. A brazil ezután Alboretónak köszönhetően elvesztette harmadik helyét, s a két Ferrari elkezdte üldözni Mansellt. A negyedik Sennát Prost, Thierry Boutsen és Stefan Johansson követte. Berger rövidre szabott versenye a 14. körben a differenciálmű meghibásodása miatt végetért. Ezáltal Alboreto feljött a második helyre, míg Piquet a harmadikra, aki a 29. körben megelőzte az olaszt. Ekkor Senna a negyedik, Boutsen az ötödik, Prost pedig a hatodik helyen autózott. A sorrend a 44. körig nem változott, ekkor Alboretónak motorhiba miatt fel kellett adnia a versenyt. Ezt követően Prost megelőzte Boutsent, majd a 71. körben, öt körrel a leintés előtt az élen álló Mansell elvesztette autója jobb hátsó kerekét rögzítő csavarját, így kiállni kényszerült. A győzelem így Piquet-é lett, akit Senna, Prost, Boutsen, Riccardo Patrese és Derek Warwick követett.
| Helyezés | Rajtszám | Versenyző          | Csapat/Motor           | Futott kör | Idő/Kiesés oka    | Rajthely | Pont |
| -------- | -------- | ------------------ | ---------------------- | ---------- | ----------------- | -------- | ---- |
| 1        | 6        | Nelson Piquet      | Williams-Honda         | 76         | 1h59:26,793       | 3        | 9    |
| 2        | 12       | Ayrton Senna       | Lotus-Honda            | 76         | + 37,727          | 6        | 6    |
| 3        | 1        | Alain Prost        | McLaren-TAG            | 76         | + 1:27,456        | 4        | 4    |
| 4        | 20       | Thierry Boutsen    | Benetton-Ford          | 75         | + 1 kör           | 7        | 3    |
| 5        | 7        | Riccardo Patrese   | Brabham-BMW            | 75         | + 1 kör           | 10       | 2    |
| 6        | 17       | Derek Warwick      | Arrows-Megatron        | 74         | + 2 kör           | 9        | 1    |
| 7 (1)    | 3        | Jonathan Palmer    | Tyrrell-Ford           | 74         | + 2 kör           | 16       |      |
| 8        | 18       | Eddie Cheever      | Arrows-Megatron        | 74         | + 2 kör           | 11       |      |
| 9 (2)    | 4        | Philippe Streiff   | Tyrrell-Ford           | 74         | + 2 kör           | 14       |      |
| 10 (3)   | 16       | Ivan Capelli       | March-Ford             | 74         | + 2 kör           | 18       |      |
| 11       | 24       | Alessandro Nannini | Minardi-Motori Moderni | 73         | + 3 kör           | 20       |      |
| 12       | 26       | Piercarlo Ghinzani | Ligier-Megatron        | 73         | + 3 kör           | 25       |      |
| 13 (4)   | 14       | Pascal Fabre       | AGS-Ford               | 71         | + 5 kör           | 26       |      |
| 14       | 5        | Nigel Mansell      | Williams-Honda         | 70         | Kerékhiba         | 1        |      |
| Ki       | 21       | Alex Caffi         | Osella-Alfa Romeo      | 64         | Üzemanyagrendszer | 21       |      |
| Ki       | 25       | René Arnoux        | Ligier-Megatron        | 57         | Elektronika       | 19       |      |
| Ki       | 30       | Philippe Alliot    | Larousse-Ford          | 48         | Baleset           | 15       |      |
| Ki       | 9        | Martin Brundle     | Zakspeed               | 45         | Turbó             | 22       |      |
| Ki       | 27       | Michele Alboreto   | Ferrari                | 43         | Motorhiba         | 5        |      |
| Ki       | 8        | Andrea de Cesaris  | Brabham-BMW            | 43         | Váltóhiba         | 13       |      |
| Ki       | 2        | Stefan Johansson   | McLaren-TAG            | 14         | Váltóhiba         | 8        |      |
| Ki       | 19       | Teo Fabi           | Benetton-Ford          | 14         | Váltóhiba         | 12       |      |
| Ki       | 23       | Adrián Campos      | Minardi-Motori Moderni | 14         | Kicsúszás         | 24       |      |
| Ki       | 28       | Gerhard Berger     | Ferrari                | 13         | Differenciálmű    | 2        |      |
| Ki       | 10       | Christian Danner   | Zakspeed               | 3          | Motorhiba         | 23       |      |
| Ki       | 11       | Nakadzsima Szatoru | Lotus-Honda            | 1          | Váltóhiba         | 17       |      |

* A zárójelben lévő számok a szívómotort használó csapatok versenyzői számára megrendezett Jim Clark Kupa helyezéseit jelzik.

## Statisztikák
Vezető helyen:
- Nigel Mansell: 70 kör (1–70)
- Nelson Piquet: 6 kör (71–76)

Nelson Piquet 19. győzelme, 22. leggyorsabb köre, Nigel Mansell 10. pole-pozíciója.
- Williams 36. győzelme.

Michele Alboreto 100. versenye.